# Ivana Borgia
Ivana Borgia (Campi Salentina, 1948) è una cantante e attrice italiana.

## Biografia
Si trasferisce con la famiglia a Bologna, dove giovanissima inizia ad esibirsi in varie manifestazioni cittadine.
Nell'aprile 1962 partecipa al Festival di Bellaria, che viene vinto in quell'edizione da Gianni Morandi, e l'anno successivo partecipa al Festival di Castrocaro 1963, non arrivando però in finale; la Borgia riesce a mettersi comunque in luce, ed ottiene un contratto con la ARC, etichetta satellite della RCA Italiana, e diventa inoltre la fidanzata di Morandi per un paio di anni (fino a quando il cantante di Monghidoro non conosce l'attrice di origine armena Laura Efrikian).
Proprio con Morandi debutta come attrice, recitando in due musicarelli, In ginocchio da te nel 1964 e Non son degno di te nel 1964, tutti e due con la regia di Ettore Maria Fizzarotti, interpretando in entrambi i film Lucia.
Come cantante riscuote un buon successo con Fiocca fiocca la neve, pubblicato nel 1964; l'anno seguente partecipa al Festival delle Rose 1965 con La corriera, non classificandosi però per la finale.
Passa poi alla Fonit ed alla Rare, etichette con cui incide altri dischi fino alla fine del decennio, per poi ritirarsi dall'attività.

## Discografia parziale

### Singoli
- 1964: Fiocca fiocca la neve/Con gli scarponi e con gli sci (ARC, AN 4004)
- 1965: La corriera/Bello bello bello bello (ARC, AN 4066)
- 1969: Tornerai/Vorrei sapere (Fonit, SPF 31244)
- 1970: La mia testa gira/L'ora di piangere (Rare, RAR NP 77541)

### Partecipazioni
- 1969: Sanremo '69 (Cetra, LP 19; Ivana Borgia interpreta Zucchero)